# Wingrave (Buckinghamshire)
Pour les articles homonymes, voir Wingrave.
Wingrave est un village du Buckinghamshire, en Angleterre.